# Любошиць Лія Саулівна
Лія Сау́лівна Любо́шиць (англ. Lea Luboshutz; нар. 10 (22) лютого 1885, Одеса — пом. 18 березня 1965, Філадельфія, США) — американська скрипалька і педагог.

## Життєпис
1894—1898 — навчалась в Одеському музичному училищі ІРМТ (клас скрипки Еміля Млинарського).
1903 — закінчила Московську консерваторію (клас І. В. Гржималі).
Концертувала в різних країнах світу.
1909 — брала участь у виступах Одеського тріо: піаністка Есфір Чернецька, а також сестри Лія і Анна Любошиць (скрипка і віолончель). Це було перше в Росії жіноче інструментальне тріо.
Виступала також у складі тріо Любошиць (разом з сестрою Анною і братом Петром).
Від 1925 року жила в Нью-Йорку, від 1927 — в Філадельфії, де викладала в Музичному інституті Кьортіс.
Рейнгольд Глієр присвятив їй свій «Романс для скрипки».
Серед її учнів — відомий нідерландський скрипаль Ізідор Латейнер.

## Скрипки
В Москві банкір Лазар Поляков подарував Лії скрипку Аматі. Після завершення Московської консерваторії Анна також отримала грошову премію, за яку був придбаний інструмент роботи Гваданіні, учня Страдіварі.
В США після одного з виступів в Карнегі-хол філантроп Аарон Номбург подарував їй скрипку Страдіварі «Соловей».